# طلائعيات بيضية
تعيش الطلائعيات البيضية بترممها في الماء و التربة و بعضها يتطفل على النباتات مسببا لها الكثير من الأمراض, و تمتاز هذه الفطريات بخلو غزلها الفطري من الجدر المستعرضة (مدمج خلوي), و جدرها الخلوية تحتوي مادة السيليلوز.
تتكاثر هذه الطلائعيات بالتكاثر الجنسي بواسطة أعضاء تكاثر جنسية أنثوية بداخلها بويضات و هي الأوجونات ولهذا نسبت هذه الفطريات إلى البويضات، بينما تسمى أعضاءها الجنسية الذكورية الأنثريدات و هي تقوم بتكوين الأمشاج الذكورية التي تخصب البويضات لتنتج منها اللاقحة (الجرثومة البيضية) و الذي ينمو ليعطي طلائعيا جديدا. و من أمثلتها طلائعيات البياض الزغبي.